# Леннинген (Люксембург)
Леннинген (люкс. Lenneng, фр. Lenningen) — коммуна в Люксембурге, располагается в округе Гревенмахер. Коммуна Леннинген (Люксембург) является частью кантона Ремих. В коммуне находится одноимённый населённый пункт.
Население составляет 1621 человек (на 2008 год), в коммуне располагаются 535 домашних хозяйств. Занимает площадь 20,35 км² (по занимаемой площади 55 место из 116 коммун). Наивысшая точка коммуны над уровнем моря составляет 321 м. (106 место из 116 коммун), наименьшая 166 м. (14 место из 116 коммун).

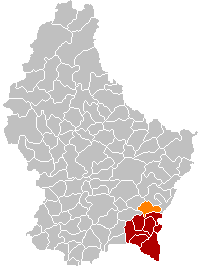
Оранжевый цвет - коммуна Леннинген (Люксембург), красный - кантон Ремих.